# Hancock County (Mississippi)
 For alternative betydninger, se Hancock County. (Se også artikler, som begynder med Hancock County)
Hancock County er et county i den amerikanske delstat Mississippi. Befolkningen er på 43.929 personer.
NASAs store testcenter John C. Stennis Space Center er beliggende ved Pearl River i countiet.